# Adolf Fischer
Pour les articles homonymes, voir Fischer (nom de famille) et Fischer.
Ne doit pas être confondu avec Adolph Fischer ou Adolphe Fischer.
Adolf Fischer (né le 18 novembre 1900 à Odessa, mort le 21 octobre 1984 à Potsdam) est un acteur et producteur de cinéma allemand.

## Biographie
Fischer suit une formation d'acteur durant trois ans à la Volksbühne Berlin et obtient son premier engagement en 1925. Par la suite, il joue au Neues Schauspielhaus sous la direction d'Erwin Piscator des pièces prolétariennes promouvant les idées socialistes. Tout comme d'autres acteurs tels que Gerhard Bienert et Ernst Busch, il s'engage toujours pour un théâtre socialiste durant la République démocratique allemande.
Cependant il reste proche du théâtre classique, jouant sous la direction de Ludwig Berger et des mises en scène de contes de Hoffmann.
L'acteur au visage énergique joue également pour le cinéma des rôles de caractère. Comme sur la scène, il interprète des rôles de travailleur et de gueule noire. Il fait ses débuts dans Ventres glacés de Slátan Dudow dans un tel rôle.
Lorsque les nazis arrivent au pouvoir, Fischer s'adapte à la nouvelle situation. Il est présent dans de nombreux films militaristes : Escadrille de bombardement Lützow, Achtung! Feind hört mit! (de), Stukas, D III 88, Soldaten - Kameraden, Das Gewehr über, Pour le Mérite... Il continue de jouer aussi des rôles typiques comme un musicien de rue dans Der grüne Salon, un élève-pilote dans Quax in Afrika (de) ou encore un footballeur dans Das große Spiel.
Après la guerre, Fishcer prend un autre virage à 180 degrés et commence en 1946 une carrière de producteur pour la Deutsche Film AG, la société contrôlée par les communistes. À cette fonction, il s'occupe d'un certain nombre de films d'exploitation parfois clairement anti-occidentaux et d'auteurs, ceux de Kurt Maetzig et de Slátan Dudow. En 1962, il devient producteur aussi pour la télévision. En tant qu'acteur, il apparaît sporadiquement devant la caméra.
En 1976, il prend sa retraite.

## Filmographie
En tant qu'acteur
| - 1931 : La Tragédie de la mine - 1932 : Ventres glacés - 1932 : Strich durch die Rechnung - 1933 : Drei blaue Jungs – ein blondes Mädel - 1934 : Die Bande von Hoheneck - 1934 : La Paloma - 1934 : Die Reiter von Deutsch-Ostafrika - 1935 : Jeanne d'Arc (Das Mädchen Johanna) - 1935 : Der grüne Domino - 1935 : Eine Seefahrt, die ist lustig - 1936 : Wie der Hase läuft - 1937 : Un ennemi du peuple - 1937 : Der Etappenhase - 1937 : Alarm in Peking (de) - 1937 : Unternehmen Michael - 1937 : Der Maulkorb (de) - 1938 : Musketier Meier III - 1938 : Geheimzeichen LB 17 - 1939 : Fracht von Baltimore - 1938 : Pour le Mérite - 1938 : En fils de soie - 1939 : Der letzte Appell de Max W. Kimmich - 1939 : Aufruhr in Damaskus - 1939 : Das Gewehr über - 1939 : Équipage de gloire (D III 88) | - 1940 : Les Trois Codonas - 1940 : Herz ohne Heimat - 1940 : Achtung! Feind hört mit! (de) - 1940 : Escadrille de bombardement Lützow - 1940 : Stukas - 1941 : Blutsbrüderschaft - 1941 : Krach im Vorderhaus - 1941 : Das andere Ich - 1942 : Das große Spiel - 1942 : Fronttheater (de) - 1942 : Dr. Crippen an Bord (de) - 1942 : Liebe, Leidenschaft und Leid - 1943 : Tolle Nacht - 1943 : Le Roi du cirque - 1943/44 : Quax in Afrika (de) - 1944 : Der grüne Salon - 1944 : Es lebe die Liebe (de) - 1944 : Das kleine Hofkonzert - 1945 : Der Mann im Sattel (de) - 1963 : Geheimarchiv an der Elbe - 1965 : Karl Liebknecht : Solange Leben in mir ist - 1972 : Karl Liebknecht : Trotz alledem! - 1977 : Die unverbesserliche Barbara |

En tant que producteur
| - 1946 : Kein Platz für Liebe - 1949 : Die Kuckucks (de) - 1949 : Le Conseil des dieux - 1950 : La Famille Benthin (Familie Benthin) - 1950 : Die Sonnenbrucks - 1951 : Karriere in Paris - 1952 : Das verurteilte Dorf - 1953 : Ernst Thälmann – Sohn seiner Klasse - 1954 : Plus fort que la nuit - 1955 : Ernst Thälmann – Führer seiner Klasse - 1956 : Le Capitaine de Cologne (de) - 1956 : Dupés jusqu'au Jugement dernier | - 1957 : Jahrgang 21 - 1958 : Der Prozeß wird vertagt - 1958 : Verwirrung der Liebe (de) - 1959 : SAS 181 antwortet nicht - 1960 : Der Fremde - 1960 : Alwin der Letzte - 1960 : Cinq jours, cinq nuits - 1961 : Blanche-Neige (Schneewittchen) - 1961 : Mord ohne Sühne - 1963 : Geheimarchiv an der Elbe - 1964 : Viel Lärm um nichts (de) - 1973 : Susanne und der Zauberring (de) |

## Source de la traduction
- (de) Cet article est partiellement ou en totalité issu de l’article de Wikipédia en allemand intitulé « Adolf Fischer (Schauspieler) » (voir la liste des auteurs).